# 1751 az irodalomban
Az 1751. év az irodalomban.

## Megjelent új művek

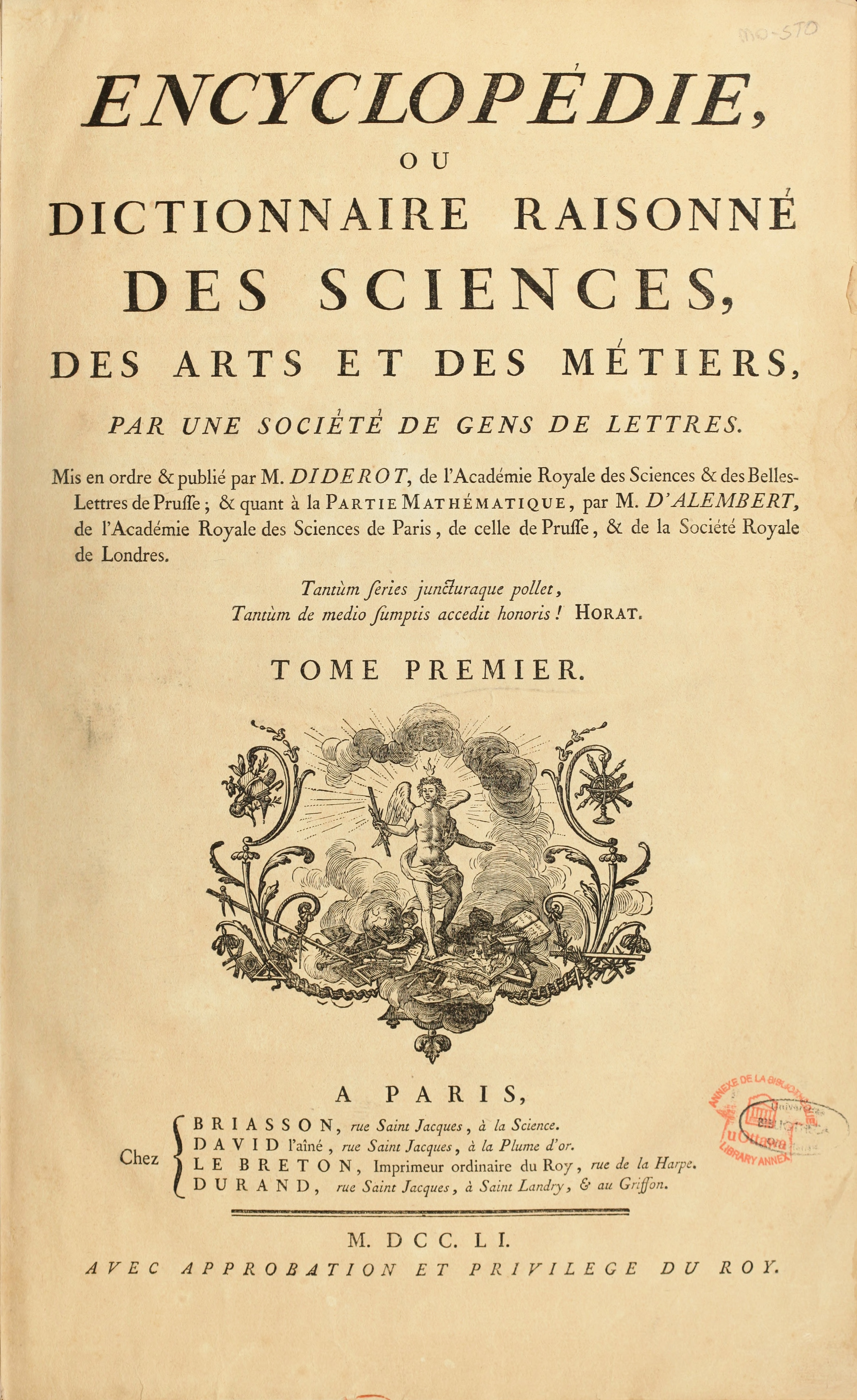
A nagy francia enciklopédia címlapja

- Megjelenik a nagy francia enciklopédia első kötete, a társszerkesztő d’Alembert elöljáró beszédével (Discours préliminaire des Éditeurs). Az enciklopédia teljes címe:

Encyclopédie ou Dictionnaire raisonné des sciences, des arts et des métiers
(Enciklopédia, vagy a tudományok, művészetek és mesterségek értelmező szótára).
Utolsó, 28. kötete 1772-ben látott napvilágot.
- Thomas Gray angol költő elbeszélő költeménye: Elegy Written in a Country Churchyard (Elégia egy falusi temetőben).
- Henry Fielding utolsó regénye: Amelia.
- Tobias Smollett skót író pikareszk regénye: The Adventures of Peregrine Pickle.

## Születések
- január 23. – Jakob Michael Reinhold Lenz német író, drámaíró, a Sturm und Drang képviselője († 1792)
- február 20. – Johann Heinrich Voss német klasszika-filológus, költő, Homérosz eposzainak német fordítója († 1826)
- szeptember 9. – Emanuel Schikaneder német vígjátékíró és opera-librettista, színész, rendező, színigazgató († 1812)
- október 30. – Richard Brinsley Sheridan ír drámaíró és politikus († 1816)

## Halálozások
- március 1. – Haller László, Máramaros megye főispánja, fordító (* 1717)